# Ameiurus serracanthus
Ameiurus serracanthus és una espècie de peix de la família dels ictalúrids i de l'ordre dels siluriformes.

## Morfologia
Els mascles poden assolir els 28 cm de llargària total.

## Distribució geogràfica
Es troba a Nord-amèrica: nord de Florida, sud de Geòrgia i sud-est d'Alabama (Estats Units).